# Hitersttjärnen, Västerbotten
Hitersttjärnen är en sjö i Vindelns kommun i Västerbotten och ingår i Sävaråns huvudavrinningsområde.